# Caça terrorista
Caça terrorista (títol original en anglès, Dying of the Light) és una pel·lícula d'espionatge estatunidenca del 2014, escrita i dirigida per Paul Schrader. És protagonitzada per Nicolas Cage com un exagent de la CIA que pateix demència i que té la missió personal de localitzar i matar un terrorista que l'havia torturat dues dècades abans. Anton Yelchin i Irène Jacob també formen part del repartiment. S'ha doblat i subtitulat al català.
Es va estrenar als cinemes i a través a la carta a càrrec de Lionsgate el 5 de desembre de 2014 amb crítiques extremadament negatives. L'estudi va denegar a Schrader el privilegi del muntatge final, i va reeditar el metratge en profunditat sense el seu consentiment. Schrader i el seu repartiment principal van repudiar posteriorment la versió estrenada i van fer-ne campanya en contra.